# グラップラー刃牙はBLではないかと考え続けた乙女の記録ッッ
『グラップラー刃牙はBLではないかと考え続けた乙女の記録ッッ』（グラップラーバキはビーエルではないかとかんがえつづけたおとめのきろくッッ）は、BL研究家の金田淳子によるエッセイを原案として、2021年8月20日から毎週金曜 23時00分 - にWOWOWプライムで放送されたテレビドラマ（全7回）。主演は松本穂香。
本作の原案である「『グラップラー刃牙』はBLではないかと1日30時間300日考えた乙女の記録ッッ」（河出書房新社）は、著者である金田が格闘漫画『グラップラー刃牙』シリーズ（秋田書店）を読んで、「これは濃厚BLなのでは?」と発想したことで生まれた。テレビドラマでは文房具メーカーに勤務する主人公でBL愛好家の児島あかねが『グラップラー刃牙』と出会い、格闘家たちの肉体美や魅惑的な言葉に濃厚なBLの可能性を見出す「刃牙×BL」の妄想に取り憑かれていく姿を描く記録。

## キャスト
児島あかね
演 - 松本穂香
文房具メーカーに勤務する“腐女子”。熱狂的なBL愛好家。
竹野航平
演 - 岡山天音 　
あかねの勤務先の後輩。
柴本大寿
演 - 神尾楓珠
あかねの勤務先に出入りする業者の社員。あかねの地元の同級生。
梶原昇
演 - 岩崎う大
あかねの勤務先の上司。
石田みはる
演 - 島田桃依
あかねの腐女子友達。
今里ちこ
演 - 穂志もえか
あかねの腐女子友達。
板垣恵介
声 - 大塚明夫
『グラップラー刃牙』の原作者。
愚地克巳
声 - 川原慶久
あかねの推し。
小野田光希
演 - 生越千晴
あかねの勤務先の同僚。
片平恒夫巡査
演 - 金子岳憲
岸田アナウンサー
演 - 中田絢千
第2話あかねの教育番組風の脳内妄想「児島あかねの刃牙と木の詩」にアナウンサー役で登場。

## スタッフ
- 原案 - 金田淳子 「『グラップラー刃牙』はBLではないかと1日30時間300日考えた乙女の記録ッッ」（河出書房新社）
- 監督 - 山岸聖太
- 脚本 - 上田誠（ヨーロッパ企画）
- 音楽 - 王舟
- ED主題歌 - CHAI 「Wish Upon a Star」（OTEMOYAN record / Jisedai Inc.）[5]
- 制作協力 - 日活
- 制作プロダクション - ジャンゴフィルム
- 企画協力 - 秋田書店
- 製作 - 「グラップラー刃牙はBLではないかと考え続けた乙女の記録ッッ」製作委員会

## 放送日程
| 各話  | 放送日   | サブタイトル                               |
| ----- | -------- | ------------------------------------------ |
| 第1話 | 08月20日 | グラップラー刃牙と出会った私ッッ           |
| 第2話 | 08月27日 | 地獄の刃牙と花山薫と私ッッ                 |
| 第3話 | 09月03日 | 推しメンは空手界のリーサルウェポンな私ッッ |
| 第4話 | 09月10日 | 開幕! 最大トーナメントッ! と私ッッ         |
| 第5話 | 09月17日 | 第二部突入! 最強死刑囚編と私ッッ           |
| 第6話 | 09月24日 | 愛する愚地克巳と私ッッ                     |
| 第7話 | 10月01日 | バギ特別編SAGAとBLと私ッッ                 |